# Čekić
 Ovo je glavno značenje pojma Čekić. Za druga značenja pogledajte Čekić (razdvojba).
Čekić (hrvatski stari naziv, danas rijetko u uporabi je korać[nedostaje izvor]) je vrsta ručnog alata koji služi za zabijanje (u prvom redu raznih vrsta čavala) i razbijanje nekog materijala. Izrađen je tako da se sastoji od drške i glave. Glava čekića je izrađena od tvrdog materijala, određene mase, a drška služi da toj masi omogući ubrzanje koje je potrebno za udarac. Vrsta materijala glave čekića ovisi o njegovoj namjeni, a najčešća je od raznih željeznih slitina.
Postoji više vrsta i oblika čekića koji su uvjetovani samom primjenom ovog alata, tako možemo razlikovati:
- zidarski čekić
- tapetarski čekić
- stolarski čekić
- kovački čekić
- Zlatarski čekić
- Urarski čekić
- malj